# Pluimstaartrat
De pluimstaartrat (Neotoma cinerea)  is een zoogdier uit de familie van de Cricetidae. De wetenschappelijke naam van de soort werd voor het eerst geldig gepubliceerd door Ord in 1815.

## Voorkomen
De soort komt voor in Canada en de Verenigde Staten.